# Оранж трајб Кикинда
Оранж трајб Кикинда је клуб америчког фудбала из Кикинде у Србији. Основан је 2012. године и своје утакмице игра на стадиону у Кикинди. Наранџасто племе се такмиче у највишем рангу такмичења за жене у Србији - Флег лиги, група Север.